# George Hay, I conte di Kinnoull
George Hay, I conte di Kinnoull (1570 – Londra, 16 dicembre 1634) è stato un nobile e politico scozzese.

## Biografia
Era il secondo figlio di Peter Hay, e di sua moglie, Margaret Ogilvy, figlia di Patrick Ogilvy.
Intorno al 1588, entrò nel Scottish College di Douai, dove ha studiato sotto lo zio Edmund Hay fino a 1596.

## Carriera
Entrò in tribunale da suo cugino, il conte di Carlisle. Servì come Gentleman of the Bedchamber dal 1596.
Il 15 novembre 1600 gli venne concesso dei possedimenti per i suoi servizi al Re in occasione della congiura Gowrie. Fu un membro del Consiglio della Corona, il 26 marzo 1616. Egli è stato determinante nel passaggio dei cinque articoli di Perth nel 1618.
Il 16 luglio 1622, è stato nominato Lord Cancelliere e Custode del Grande Sigillo.
Il 7 maggio 1625, in occasione del funerale di Giacomo I d'Inghilterra a Londra, prestò giuramento come un membro del Consiglio Privato scozzese di Carlo I. Fu creato visconte di Dupplin e Lord di Kinfauns il 4 maggio 1627; il 25 maggio 1633, fu creato conte di Kinnoull in occasione dell'incoronazione di Carlo I in Scozia.

## Matrimonio
Sposò, il 15 novembre 1595, Margaret Halyburton (?-4 aprile 1633), figlia di Sir James Halyburton di Pitcur. Ebbero tre figli:
- George Hay, II conte di Kinnoull (1596-5 ottobre 1644);
- Sir Peter Hay (?-1621);
- Lady Margaret Hay, sposò Alexander Lindsay, II Lord Spynie, ebbero quattro figli.

## Morte
Morì il 16 dicembre 1634, per un colpo apoplettico a Londra, e fu sepolto nella chiesa di San Costantino a Kinnoull.